# In Through the Out Door
In Through the Out Door – 8. album studyjny brytyjskiej grupy rockowej Led Zeppelin, wydany w roku 1979.

## Krótki opis
Tylko dwa utwory na płycie nawiązują do muzycznego stylu grupy z wcześniejszych lat jej działalności – otwierający płytę hardrockowy „In the Evening” oraz kończący ją bluesowy „I’m Gonna Crawl”. Pozostałe utwory nieco odbiegają od hardrockowo-bluesowego stylu zespołu – „South Bound Saurez” kojarzy się z klasycznym rock’n’rollem à la Elvis Presley czy Chuck Berry, z kolei w „Fool in the Rain” dostrzega się naleciałości samby, a w utworze „Hot Dog” muzyki country. „Carouselambra” to natomiast typowy utwór rockowy, jednak o jego warstwie muzycznej nie decyduje ani gitara elektryczna ani perkusja, lecz niezbyt często kojarzony z hardrockowym instrumentarium syntezator. Ten instrument pojawia się też w następnej, nieco sentymentalnej kompozycji „All My Love”.

## Lista utworów
| 1. | „In the Evening” (Jones, Page, Plant)   | 6:49  |
|    |                                         |       |
| 2. | „South Bound Saurez” (Jones, Plant)     | 4:12  |
|    |                                         |       |
| 3. | „Fool in the Rain” (Jones, Page, Plant) | 6:12  |
|    |                                         |       |
| 4. | „Hot Dog” (Page, Plant)                 | 3:17  |
|    |                                         |       |
| 5. | „Carouselambra” (Jones, Page, Plant)    | 10:32 |
|    |                                         |       |
| 6. | „All My Love” (Jones, Plant)            | 5:53  |
|    |                                         |       |
| 7. | „I’m Gonna Crawl” (Jones, Page, Plant)  | 5:30  |
|    |                                         |       |
|    |                                         | 42:25 |
|    |                                         |       |